# Manolis Kiefalojanis
Emanuil (Manolis) Kiefalojanis, gr. Μανώλης Κεφαλογιάννης (ur. 25 maja 1959 w Heraklionie) – grecki polityk i ekonomista, parlamentarzysta krajowy, w latach 2004–2007 minister, poseł do Parlamentu Europejskiego VIII, IX i X kadencji.

## Życiorys
Ukończył ekonomię na Uniwersytecie Narodowym im. Kapodistriasa w Atenach, następnie wyjechał na studia do Wielkiej Brytanii. Kształcił się na University of Reading oraz w London School of Economics. W 1974 wstąpił do organizacji młodzieżowej Nowej Demokracji. Pracował jako ekonomista, publikując analizy gospodarcze.
W 1990 po raz pierwszy uzyskał mandat posła do Parlamentu Hellenów. Skutecznie ubiegał się o reelekcję w kolejnych wyborach w 1993, 1996, 2000, 2004, 2007, 2009. Od marca 2004 do września 2007 sprawował urząd ministra żeglugi morskiej w rządzie Kostasa Karamanlisa. W lutym 2012 został wykluczony z klubu poselskiego ND, powrócił do niego jednak już po miesiącu, po czym w maju i w czerwcu 2012 ponownie odnawiał mandat poselski.
W 2014 został wybrany do Europarlamentu VIII kadencji. Z powodzeniem ubiegał się o reelekcję w 2019 i 2024.